# Estado Mon
El estado Mon (mon: တွဵုရးဍုၚ်မန်၊ ရးမညဒေသ; birmano: မွန်ပြည်နယ် [mʊ̀ɴ pjìnɛ̀]) es un estado de Myanmar.
Se sitúa en la costa noreste del mar de Andamán y es limítrofe con Tailandia. Además pertenecen al estado Mon numerosas islas a lo largo de sus 566 kilómetros de línea de costa.
La capital del estado es Mawlamyaing. La mayoría de la población pertenece a la etnia mon que, a diferencia de la mayoría de los birmanos, no habla una lengua sinotibetana, sino una lengua austroasiática.

## Ubicación
El estado tiene los siguientes límites territoriales:
| Noroeste: Región de Bago | Norte: Región de Bago      | Noreste: Kayin                     |
| Oeste: Mar de Andamán    |                            | Este: Kayin                        |
| Suroeste: Mar de Andamán | Sur: Región de Tanintharyi | Sureste: Kanchanaburi ( Tailandia) |

## Demografía
Tiene 2 054 393 habitantes en 2014. La mayoría pertenece a la etnia mon. Sin embargo existen muchos bamar, así como miembros de los grupos étnicos Kayin y Pa-O. Muchos de ellos están aislados y no entienden ni hablan el idioma birmano. La mayoría es de religión budista.

## Economía
El área cultivable del Estado Mon es de casi 18.000 km² la mayor parte se dedica al cultivo del arroz. La mitad del territorio es boscosa y la producción de madera es una de las principales actividades económicas. Entre los minerales se encuentran la sal, el antimonio, y el granito. Hay industrias dedicadas al papel, el azúcar y el caucho.

## Organización territorial
El estado se divide en dos distritos y diez municipios: